# Giorgio De Togni
Giorgio De Togni (Ferrara, 7 luglio 1985) è un pallavolista italiano.
Gioca nel ruolo di centrale nella New Mater.

## Carriera

### Club
La carriera di Giorgio De Togni comincia nel 2000 quando inizia a giocare per il Pallavolo Tresigallo in Serie C; nella stagione 2001-02 passa alla 4 Torri Ferrara, dove gioca inizialmente nella squadra giovanile in Serie B1, per poi passare, a campionato in corso, alla prima squadra in Serie A1: resta legato alla formazione ferrarese per tre stagioni.
Nella stagione 2004-05 viene ingaggiato dal Treviso, sempre in Serie A1, mentre nell'annata successiva passa al Top Team Mantova, in serie cadetta.
Nella stagione 2006-07 torna in massimo serie ingaggiato dal Sempre Padova, dove resta per tre campionati, prima di fare ritorno al club trevigiano nell'annata 2009-10, dove resta per altre due stagioni, vincendo la Coppa CEV 2010-11. Nel campionato 2012-13 passa all'Altotevere di San Giustino.
Nell'annata 2013-14 viene ingaggiato dal Piemonte di Cuneo mentre nella stagione successiva passa alla Powervolley Milano, dove resta per tre annate. Per il campionato 2017-18 passa alla neopromossa New Mater di Castellana Grotte, sempre in Superlega, seguendo il club pugliese in Serie A2.

### Nazionale
Nel 2007 ottiene le prime convocazioni in nazionale e nel 2009 partecipa ai XVI Giochi del Mediterraneo, dove vince la medaglia d'oro; quattro anni più tardi bissa la vittoria del titolo ai Giochi del Mediterraneo.

## Palmarès

### Club
- Coppa CEV: 1

2010-11

### Nazionale (competizioni minori)
- Giochi del Mediterraneo 2009
- Giochi del Mediterraneo 2013